# Сароланер
Сароланер — ветеринарный препарат, применяемый как инсектицид и акарицид. Одобрен для применения: США.
Также используется в комбинации с пирантелом и моксидектином.

## Механизм действия
Блокирует ГАМКА-рецептор.

## Способ применения
Жевательные таблетки для кошек и собак.